# Gemeine Windelschnecke
Die Gemeine Windelschnecke (Vertigo pygmaea) ist eine Schneckenart aus der Familie der Windelschnecken (Vertiginidae) in der Unterordnung der Landlungenschnecken (Stylommatophora). 

## Merkmale
Das Gehäuse der Gemeinen Windelschnecke ist 1,61 bis 2,18 mm hoch und 1,0 bis 1,2 mm breit (Myzyk). Die Form ist walzig-eiförmig und etwas variabel. Es weist 4,1 bis 5,1 (Mittelwert: 4,5) nur leicht gewölbte Umgänge auf. Die Oberfläche des hell- bis dunkelbraunen Gehäuses ist stumpf oder auch matt glänzend und zeigt nur undeutliche Anwachsstreifen. Der Mündungsrand ist nur geringfügig verdickt und auch nur wenig umgebogen und erweitert. In der Mündung ist im Nackenbereich ein kräftiger Nackenwulst ausgebildet. Er ist von der Außenlippe durch eine Kerbe abgesetzt. In die Mündung ragen 4 bis 7 weiße Zähne hinein, ein parietaler Zahn und 3 bis 6 andere Falten. In der Mehrzahl waren an Gehäusen aus Polen fünf Zähne ausgebildet: ein columellarer, ein parietaler, zwei palatale und ein basaler Zahn. Einigen Gehäusen fehlte der basale Zahn, bei anderen Gehäusen war der basale Zahn zweigeteilt. Die palatalen Zähne sind an der Basis durch einen Callus miteinander verbunden. 
Der Weichkörper des Tieres ist grau bis schwarz.

### Ähnliche Arten
Die Gemeine Windelschnecke ähnelt in der Gehäusemorphologie der Alpen-Windelschnecke (Vertigo alpestris). Dieser Art fehlt jedoch der starke Nackenwulst.

## Geographische Verbreitung und Lebensraum
Das Verbreitungsgebiet der Gemeinen Windelschnecke ist die Holarktis. In Europa ist sie weit verbreitet. Im Norden Skandinaviens reicht das Verbreitungsgebiet bis 64° nördlicher Breite. Sie fehlt in den südlichen Teilen Südeuropas. So kommt sie nicht auf Sizilien vor, lebt aber auf Sardinien und in Festlanditalien und in Nordwestafrika. In Mitteleuropa fehlt sie in zusammenhängenden Gebirgswäldern. In der Schweiz steigt sie bis auf 1800 m, in Polen und Bulgarien bis auf 1500 m über Meereshöhe.
Die Art lebt in offenen Habitaten ohne Beschattung, wie trockenen Kalkrasen an sonnigen Hängen mit wenig Vegetation, aber auch auf feuchten, ja sogar sumpfigen Wiesen mit üppiger Pflanzenbedeckung im Gras und Moos. Selten kommt die Art auch auf Sanddünen vor. Sie ist eine der wenigen Vertigo-Arten, die auch vom Menschen stark beeinflusste Lebensräume wie Gärten, Weiden und Eisenbahndämme bewohnt. 

## Lebensweise
Nach Beobachtungen in Polen beginnt die Eiablage im Juni. Die Tiere legten alle zwei bis drei Tage ein Ei ab, selten auch täglich. Einige Tiere legten auch mehrere Eier hintereinander ab. Später in der Saison machten viele Tiere längere Pausen zwischen Perioden, in denen wieder Eier abgelegt wurden. Die letzten Eier wurden zwischen Ende Juli und Anfang September gelegt. Die Eier wurden auf trockenen Blättern abgelegt, oft bedeckt mit einer Detrituschicht. Die Gesamtzahl der während einer Saison gelegten Eier betrug zwischen 6 und 70. Manche Tiere legten in zwei Eiablageperioden zwischen 32 und 79 Eiern. Die Eier haben einen Durchmesser von 0,42 bis 0,60 mm. Sie sind mit drei Hüllen versehen, die äußere Hülle ist glatt. Die Eier waren gewöhnlich im Einzell-Stadium, seltener waren sie auch fortgeschrittener in der Entwicklung, was auf ein Zurückhalten der Eier im Uterus über ein bis drei Tage hindeutet. Dies war vor allem bei einigen Eiern der Fall, die hintereinander in Serie abgelegt wurden. Die Entwicklungszeit betrug bei 27 °C 9 Tage, bei 23 °C 11 bis 13 Tage und bei 21 °C 15 Tage.
Zum Schlüpfzeitpunkt ab Juli hatten die Jungtiere ein Gehäuse mit 1,20 bis 1,25 Windungen und einem Durchmesser von 0,42 bis 0,53 mm. Das Embryonalgehäuse ist mit feinen Tuberkeln bedeckt. Bis zum Ende der Reproduktionsperiode Ende September hatten nur 18 % der Jungtiere die Geschlechtsreife erreicht. Der Rest überwinterte als noch nicht geschlechtsreife Juvenile. Die Überwinterung dokumentiert sich im Gehäuse durch einen hellen Anwachsstreifen. Das Wachstum wurde in der Regel in der zweiten Maihälfte wieder aufgenommen. Einige wenige juvenile Tiere überwinterten anscheinend ein zweites Mal. Die Analyse einer Population im Oktober (2008) ergab, dass 39,4 % der Tiere im selben Jahr geschlüpft waren, 48,5 % im vorigen Jahr und 12,1 % vor zwei Jahren. Einige wenige Tiere waren bereits vor drei Jahren geschlüpft. Demnach werden die Tiere ein bis zwei Jahre alt, in Ausnahmefällen auch drei Jahre.

## Taxonomie
Das Taxon wurde 1801 von Jacques Philippe Raymond Draparnaud als Pupa pymaea erstmals beschrieben. Die Art ist vergleichsweise variabel, die Fauna Europaea verzeichnet daher eine ganze Reihe von Synonyme:
- Pupa athesina Gredler 1856
- Vertigo ausonia De Stefani 1883
- Vertigo cornea Locard 1881
- Helix cylindrica J.E. Gray 1821
- Pupa quadridens Westerlund 1871
- Vertigo quadridentata Moquin-Tandon 1856
- Vertigo rubella Locard 1881
- Pupa sarena Gredler 1856
- Vertigo sexplicata Locard 1881
- Vertigo similis A. Ferussac 1821
- Alaea vulgaris Jeffreys 1830

## Gefährdung
Die Gemeinde Windelschnecke ist in Deutschland nicht gefährdet.

## Belege